# Conway (Arkansas)
Conway település az Amerikai Egyesült Államok Arkansas államában, Faulkner megyében, melynek megyeszékhelye is. Lakosainak száma 64 134 fő (2020. április 1.).

## Népesség
A település népességének változása:

| 2010 | 58 908 |
| 2020 | 64 134 |